# Atopochilus pachychilus
Atopochilus pachychilus е вид лъчеперка от семейство Mochokidae.

## Разпространение
Видът е разпространен в Демократична република Конго.